# مودینگر
مودینگر (به انگلیسی: Modinagar) یک زیستگاه انسانی در هند است که در قاضی آباد واقع شده‌است.

## خصوصیات
مودینگر ۲۷۲٬۹۱۸ نفر جمعیت دارد و ۲۱۹٫۱۶ متر بالاتر از سطح دریا واقع شده‌است.